# El Oued
El Oued là một đô thị thuộc tỉnh El Oued, Algérie. Dân số thời điểm năm 2002 là 105.256 người.

## Khí hậu
El Oued có khí hậu sa mạc nóng (phân loại khí hậu Köppen BWh), với mùa hè rất nóng và mùa đông ôn hòa.
| Dữ liệu khí hậu của El Oued             | Dữ liệu khí hậu của El Oued | Dữ liệu khí hậu của El Oued | Dữ liệu khí hậu của El Oued | Dữ liệu khí hậu của El Oued | Dữ liệu khí hậu của El Oued | Dữ liệu khí hậu của El Oued | Dữ liệu khí hậu của El Oued | Dữ liệu khí hậu của El Oued | Dữ liệu khí hậu của El Oued | Dữ liệu khí hậu của El Oued | Dữ liệu khí hậu của El Oued | Dữ liệu khí hậu của El Oued | Dữ liệu khí hậu của El Oued |
| Tháng                                   | 1                           | 2                           | 3                           | 4                           | 5                           | 6                           | 7                           | 8                           | 9                           | 10                          | 11                          | 12                          | Năm                         |
| --------------------------------------- | --------------------------- | --------------------------- | --------------------------- | --------------------------- | --------------------------- | --------------------------- | --------------------------- | --------------------------- | --------------------------- | --------------------------- | --------------------------- | --------------------------- | --------------------------- |
| Cao kỉ lục °C (°F)                      | 27.6 (81.7)                 | 35.5 (95.9)                 | 40.0 (104.0)                | 40.0 (104.0)                | 45.2 (113.4)                | 48.7 (119.7)                | 49.7 (121.5)                | 49.0 (120.2)                | 46.0 (114.8)                | 41.0 (105.8)                | 32.0 (89.6)                 | 28.2 (82.8)                 | 49.7 (121.5)                |
| Trung bình ngày tối đa °C (°F)          | 16.9 (62.4)                 | 19.6 (67.3)                 | 22.5 (72.5)                 | 26.8 (80.2)                 | 31.7 (89.1)                 | 37.4 (99.3)                 | 40.1 (104.2)                | 39.8 (103.6)                | 34.9 (94.8)                 | 28.3 (82.9)                 | 21.8 (71.2)                 | 17.3 (63.1)                 | 28.1 (82.6)                 |
| Trung bình ngày °C (°F)                 | 11.0 (51.8)                 | 13.4 (56.1)                 | 16.1 (61.0)                 | 20.1 (68.2)                 | 24.7 (76.5)                 | 29.8 (85.6)                 | 32.5 (90.5)                 | 32.4 (90.3)                 | 28.2 (82.8)                 | 22.0 (71.6)                 | 15.7 (60.3)                 | 11.5 (52.7)                 | 21.5 (70.6)                 |
| Tối thiểu trung bình ngày °C (°F)       | 5.1 (41.2)                  | 7.1 (44.8)                  | 9.6 (49.3)                  | 13.3 (55.9)                 | 17.7 (63.9)                 | 22.2 (72.0)                 | 24.7 (76.5)                 | 24.8 (76.6)                 | 21.5 (70.7)                 | 15.6 (60.1)                 | 9.6 (49.3)                  | 5.4 (41.7)                  | 14.7 (58.5)                 |
| Thấp kỉ lục °C (°F)                     | −2.0 (28.4)                 | −2.0 (28.4)                 | −5.4 (22.3)                 | 4.8 (40.6)                  | 5.0 (41.0)                  | 9.0 (48.2)                  | 17.2 (63.0)                 | 14.5 (58.1)                 | 13.0 (55.4)                 | 2.1 (35.8)                  | 0.0 (32.0)                  | −2.2 (28.0)                 | −5.4 (22.3)                 |
| Lượng Giáng thủy trung bình mm (inches) | 10.7 (0.42)                 | 9.3 (0.37)                  | 9.9 (0.39)                  | 7.0 (0.28)                  | 5.6 (0.22)                  | 2.0 (0.08)                  | 0.1 (0.00)                  | 1.1 (0.04)                  | 5.3 (0.21)                  | 7.8 (0.31)                  | 9.4 (0.37)                  | 7.0 (0.28)                  | 75.2 (2.97)                 |
| Độ ẩm tương đối trung bình (%)          | 64.7                        | 54.1                        | 47.0                        | 43.7                        | 38.1                        | 33.2                        | 30.4                        | 34.6                        | 46.5                        | 52.9                        | 58.8                        | 64.8                        | 47.4                        |
| Nguồn 1: NOAA                           |                             |                             |                             |                             |                             |                             |                             |                             |                             |                             |                             |                             |                             |
| Nguồn 2: climatebase.ru                 |                             |                             |                             |                             |                             |                             |                             |                             |                             |                             |                             |                             |                             |